# 032c
032c는 예술, 패션, 정치를 다루는 격년 발행 영어 현대 문화 잡지이다. 2001년 외르크 코흐와 잔드라 폰 마이어미르텐하인이 창간했으며 베를린에서 발행돤다.